# Аква-Ибом
Аква́-Ибо́м (англ. Akwa Ibom) — штат в Нигерии. Административный центр штата — город Уйо с населением свыше 500 000 жителей.
В штате родился известный боксер Питер Сэмюэл, чемпион мира в тяжелом весе.

## География
Расположен на побережье в юго-восточной части страны и лежит между 4°321 и 5°331 северной широты. На востоке граничит со штатом Кросс-Ривер, на западе со штатами Риверс и Абия, на юге с Кросс-Ривер и Атлантическим океаном.

## История
Люди штата Аква-Ибом вместе с другими членами старого королевства Калабар были первыми в 1200—1500 годах до н. э., достигшими мест, известных сейчас как Нигерия.
Штат Аква-Ибом был образован из штата Кросс-Ривер 23 сентября 1987 года.

## Население
Аква-Ибом один из 36 нигерийских штатов с населением свыше 5 млн человек и более чем 10 млн диаспорой. Наряду с английским, основными разговорными языками здесь являются ибибио, аннанг и орон.

## Важные города
Уйо, являющийся административным центром штата, а также Экет, Икот-Экпене, Орон, Abak, Ибено, Ikot Abasi, Mkpat-Enin, Ukanafun, Etinan.

## Административное деление
Административно штат делится на 31 районов местного управления:
- Икот-Экпене
- Орон
- Уйо
- Экет
- Abak
- Eastern-Obolo
- Esit-Eket
- Essien-Udim
- Etim-Ekpo
- Etinan
- Ибено
- Ibesikpo-Asutan
- Ibiono-Ibom
- Ika
- Ikono
- Ikot Abasi
- Ini
- Itu
- Mbo
- Mkpat-Enin
- Nsit-Atai
- Nsit-Ibom
- Nsit-Ubium
- Obot-Akara
- Okobo
- Onna
- Oruk-Anam
- Udung-Uko
- Ukanafun
- Uruan
- Urue-Offong/Oruko

## Экономика
Он был образован в 1987 году из бывшего штата Кросс-Ривер и в настоящее время производит наивысшее количество газа и нефти в стране. В штате есть международный аэропорт AKIA и 2 основных морских порта Атлантического океана, а также предложено строительство морского порта Ibaka (Oron Nation) по международным стандартам.